# Dirham

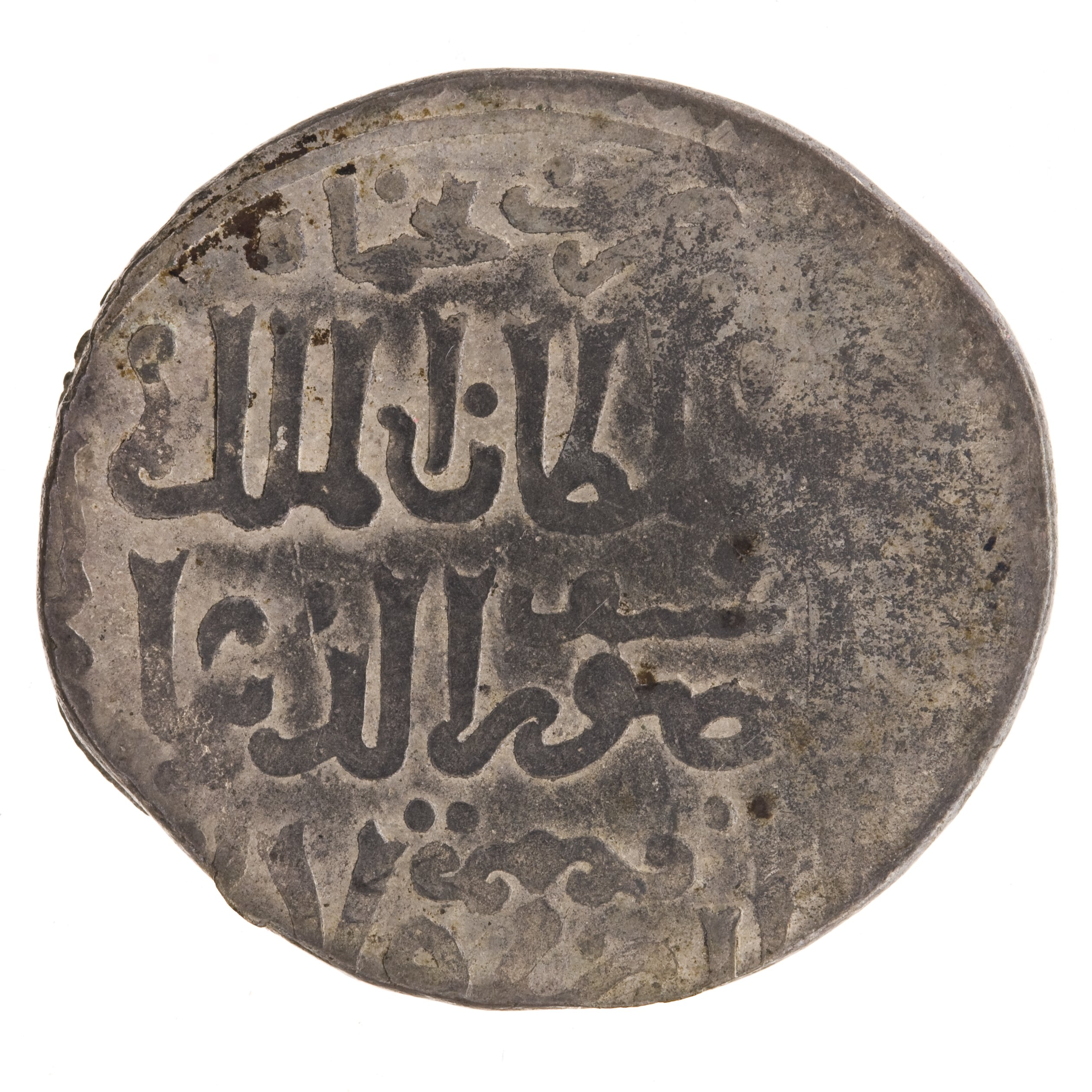
Dirham präglat i Hama 1290.

Dirham eller dirhem (arabiska: درهم) är från början namnet på en gammal grekisk (drachme) och osmansk (dram) valuta.
Dirham har präglats sedan slutet av 600-talet, och hade från början en vikt av 2,97 gram och god silverhalt. Under perioden 800–1012, då bruket av myntenheten dirham fick sin största utbredning började vikt och halt att växla, och började under 1000–1200-talen att präglas i koppar eller billon. Under 1200- och 1300-talen präglades åter dirham i silver men ofta av mycket låg vikt. Med början under 1400-talet undanträngdes dirhamen av tenkan i de östliga muslimska områdena.
Dirham har använts som valuta i flera arabländer eller länder som tillhörde det osmanska riket.

## Aktuella valutor
Idag används Dirham som valuta i följande länder:
- Förenade arabemiraten - UAE-dirham
- Marocko - marockansk dirham

Dirham kvarstår även som underenhet i valutan i följande länder:
- Jordanien - 1/10 Jordansk dinar
- Libyen - 1/1000 Libysk dinar
- Tadzjikistan - 1/100 Tadzjikistansk somoni.
- Qatar - 1/100 Qatarisk rial